# Archipel du Lac Saint-Pierre
Archipel du Lac Saint-Pierre är en arkipelag i Kanada.   Den ligger i sjön Lac Saint-Pierre, som i sin tur är en del av Saint Lawrencefloden i provinsen Québec, i den sydöstra delen av landet, 220 km öster om huvudstaden Ottawa. Arkipelagen består av 103 öar varav ett antal är bebodda.
Runt Archipel du Lac Saint-Pierre är det ganska tätbefolkat, med 80 invånare per kvadratkilometer.